# Je cherche une maman
Pour plus de détails, voir Fiche technique et Distribution.
Je cherche une maman (Appuntamento a Ischia) est un film italien réalisé par Mario Mattoli, sorti en 1960.
Tourné dans l'ile d'Ischia, le film constitue le début au cinéma du duo comique sicilien composé de Franco et Ciccio.

## Fiche technique
- Titre original : Appuntamento a Ischia
- Titre français : Je cherche une maman
- Réalisation : Mario Mattoli
- Scénario : Roberto Gianviti et Vittorio Metz
- Musique : Gianni Ferrio
- Pays d'origine :  Italie
- Format : Couleurs - 2,35:1 - Mono
- Genre : Comédie
- Durée : 99 minutes
- Date de sortie :
  - Italie - 19 octobre 1960

## Distribution
- Domenico Modugno : Mimmo Rotunno
- Antonella Lualdi : Mirella Argenti
- Maria Letizia Gazzoni : Letizia Rotunno
- Carlo Croccolo : Carletto
- Linda Christian : Mercedes Barock
- Mario Castellani : l'agent de Mina
- Franco Franchi : le petit contrebandier
- Ciccio Ingrassia : le grand contrebandier
- Pippo Franco : guitariste (non crédité)
- Toni Ucci (non crédité)
- Paolo Ferrari
- Alberto Talegalli